# یواس‌اس دیویس (دی‌دی-۹۳۷)
یواس‌اس دیویس (دی‌دی-۹۳۷) (به انگلیسی: USS Davis (DD-937)) یک کشتی بود که طول آن 418' (127.4 m) بود. این کشتی در سال ۱۹۵۶ ساخته شد.